# Riley Reiff
(en) Statistiques sur pro-football-reference
Riley Reiff, né le 1er décembre 1988 à Parkston, est un joueur américain de football américain évoluant au poste d'offensive tackle pour les Bengals de Cincinnati en National Football League (NFL). Auparavant, il a joué pour la franchise des Lions de Détroit (2012-2016) et celle des Vikings du Minnesota (2017-2020).
Auparavant, il a effectué sa carrière universitaire au sein de l'équipe des Hawkeyes de l'Iowa avant d'être drafté en 23e position lors de la draft 2012 par les Lions de Détroit.